# Italian Restaurant
Italian Restaurant è una serie televisiva trasmessa su Rai 1 nel 1994, interpretato da Gigi Proietti e Nancy Brilli con la regia di Giorgio Capitani ambientata a New York.

## Trama
Giulio Broccoli, emigrato da diversi anni negli Stati Uniti in cerca di fortuna, è sul punto di tornare finalmente in Italia ma prima di partire decide di salutare il suo vecchio amico Mancuso, che gestisce "l'Italian Restaurant", un ristorante italiano a New York; ma costui lo truffa, cedendogli di nascosto il 50% del ristorante e rubandogli tutti i risparmi di una vita e il biglietto aereo per Roma.
Rimasto bloccato a New York, Giulio si trova costretto a gestire il ristorante insieme e a dividere l'appartamento di cui è co-proprietario con Connie, la figlia di Mancuso tornata a New York da Los Angeles dopo la fine del suo matrimonio; tra varie peripezie Giulio riesce a risollevare le sorti del locale e a conquistare Connie e la figlia Angie; ma quando tra i due sta per succedere qualcosa, Connie è costretta a tornare con Angie a Los Angeles al capezzale dell'ex marito, che ha tentato il suicidio dopo essere stato lasciato dalla sua nuova futura moglie.
Come se non bastasse, a Giulio scade il permesso di soggiorno: questo lo obbliga a tornare in Italia. A sorpresa  il giorno della vigilia di Natale, ricompare Mancuso con i soldi. Per restare negli Stati Uniti, Giulio deve sposare una cittadina americana: proprio mentre sta per sposare la cameriera del ristorante, che aspetta un figlio da un uomo che l'ha abbandonata, Connie ricompare ed è lei, infine, a sposare Giulio.

## Episodi
| Stagione       | Episodi | Prima TV Italia |
| -------------- | ------- | --------------- |
| Prima stagione | 8       | 1994            |